# Longovicium
Longovicium fue un fuerte auxiliar ubicado en Dere Street, en la provincia romana de Britania Inferior. Se encuentra justo al suroeste de Lanchester en el condado de Durham, Inglaterra, aproximadamente 8 millas (13 km) al oeste de la ciudad de Durham y 5 millas (8 km) de Conset.

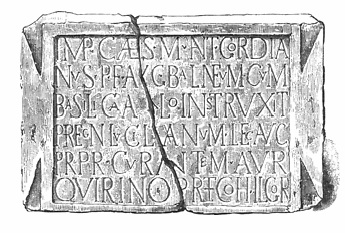
Dedicación del edificio (baño) al emperador Gordiano III de Cohors I Lingonum encontrado en Lanchester

## Etimología
El nombre Longovicium es de origen britónico. El primer elemento es *longo- que significa "barco" (cf. llong galés). El segundo elemento puede ser wīg, que en sentido amplio significa "asentamiento" (galés gwig; compárese con Wigan), o bien *uic-, "guerrero/luchador". Longovicum puede representar una adaptación del nombre de una tribu, los longovicos.

## Historia
El fuerte estaba situado entre Vindomora (Ebchester) y Vinovia (Binchester) en Dere Street, la principal calzada romana que unía Eboracum (York) con el Muro de Adriano. Son unas 20 millas (32,2 km) al sur de la muralla, y fue construido en un terreno alto con vistas despejadas alrededor del sitio. Algunos arqueólogos han postulado que pudo haber existido un camino que conectaba el fuerte de Longovicium con el de Concangis (actualmente Chester-le-Street).
Una losa identifica a la Legio XX Valeria Victrix como la unidad militar constructora del fuerte, pero esto no da una pista real de cuándo se construyó. En el año 88 AD, el emperador Domiciano había ordenado a la Legio XX abandonar el fuerte que habían estado construyendo en Escocia en Inchtuthil y se redistribuyera para guarnecer la fortaleza legionaria Deva Victrix (Chester). Pero se estima que el fuerte se construyó más tarde que los otros fuertes en Dere Street, alrededor del año 150 d. C. Hay evidencia de que fue reconstruido alrededor de 230/240 dC y nuevamente a principios del siglo IV.
El fuerte figura tanto en la Notitia Dignitatum como en la Cosmografía de Rávena.
El fuerte rectangular, que tenía esquinas redondeadas y no cuadradas, tenía cuatro puertas y estaba rodeado por una zanja. A pesar de nunca haber excavado sistemáticamente, los arqueólogos han encontrado los restos de los edificios de la sede, una casa de baños romanos y algunos edificios de cuarteles mediante el uso de estudios geofísicos. Se han encontrado restos de un vicus cercano, y sus huellas se pueden ver a través de fotografías aéreas. También se descubrió un cementerio en el siglo XX al suroeste del fuerte, con ejemplos de entierros revestidos de piedra y sitios de cremación.
El hecho de que el fuerte esté situado sobre campos que no han sido arados hace que su estado sea notablemente bueno, aunque el robo de piedras ha pasado factura. Una columna, probablemente de la columnata de la Casa del Comandante, se puede encontrar en la cercana Iglesia Parroquial de Todos los Santos, al igual que un altar dedicado a la diosa Garmangabis.
El profesor Andrew Breeze, de la Universidad de Navarra, ha argumentado que la batalla de Brunanburh habría tenido lugar en Longovicium, al interpretar Brunanburh en el sentido de 'fuerte del Browney', el río que pasa por el fuerte.
En el siglo IV, el fuerte estuvo guarnecido por una unidad nativa de Longovicianos, una unidad auxiliar irregular parcialmente montada comandada por caballeros romanos.